# جزیره الدار
جزیره الدار گروهی از جزایر تفریحی در نزدیکی ستره در جزیره بحرین است که در ۱۲ کیلومتری جنوب‌شرقی منامه پایتخت بحرین قرار دارد.
این جزیره‌ها غیرمسکونی است و متعلق به استان جنوبیه بحرین است.

## نگارخانه

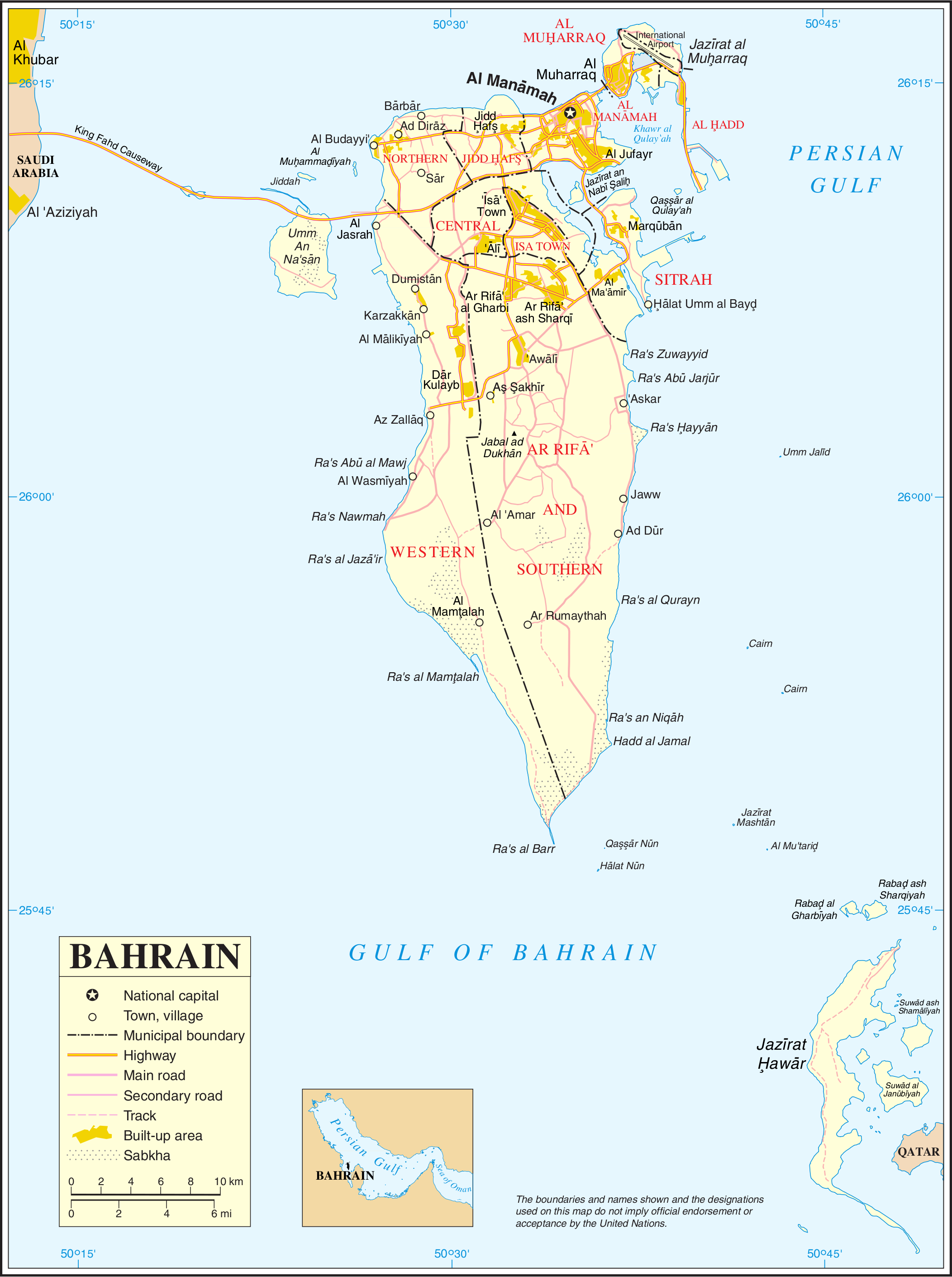